# Sphragista
Sphragista is een geslacht van vlinders van de familie spinneruilen (Erebidae), uit de onderfamilie Lymantriinae.

## Soorten
- S. collenettei Kiriakoff, 1963
- S. kitchingi (Bethune-Baker, 1909)
- S. quadriguttata Schultze, 1934